# 善竹十郎
善竹 十郎 （ぜんちく じゅうろう、1944年〈昭和19年〉8月13日 - ）は、狂言方大蔵流能楽師。善竹圭五郎の長男。本名は茂山 十郎（しげやま　じゅうろう）。重要無形文化財総合指定保持者。公益社団法人能楽協会、一般社団法人日本能楽会会員会員。

## 経歴
大阪市出身。祖父善竹彌五郎、父および伯父・二十四世宗家大藏彌右衛門に師事。早稲田大学政経学部卒業。
1983年芸術選奨文部大臣新人賞、1993年大阪市文化祭賞をそれぞれ受賞。
2014年夏まで桐朋学園芸術短期大学で48年間、狂言を教えてきた。その他にも、次男・大二郎と共に全国幼稚園、保育園、小学校、中学校、高等学校、特別支援学校、大学を周り狂言の特別講演を行い、狂言の普及に尽力する。
一般社団法人善竹狂言事務所理事。元は善竹狂言事務所の会長であったが、2021年の一般社団法人化に伴い、次男の大二郎に全権を譲り、自身は理事となった。